# Kevin Edward
Kevin Edward sinh ngày 24 tháng 3 năm 1991. Anh là một cầu thủ bóng đá đến từ Saint Lucia, thi đấu ở vị trí tiền vệ.

## Sự nghiệp
Anh ra mắt quốc tế cho Saint Lucia năm 2011 và từng thi đấu tại Vòng loại giải vô địch bóng đá thế giới.